# Хантер, Редж
Джон Реджиналд Хантер (англ. John Reginald Hunter; род. 25 октября 1938), более известный как Редж Хантер (англ. Reg Hunter) — валлийский футболист, нападающий.

## Футбольная карьера
Уроженец города Колуин-Бей, Редж начал футбольную карьеру одноименной местной команде. В ноябре 1956 года перешёл в английский клуб «Манчестер Юнайтед». В основном составе «Юнайтед» дебютирова 27 декабря 1958 года в матче Первого дивизиона против «Астон Виллы». Этот матч стал для него единственным в основном составе «Манчестер Юнайтед». В феврале 1960 года он покинул клуб, став игроком «Рексема».
В сезоне 1959/60 Хантер не смог помочь «Рексему» выбыть из Третьего дивизиона, и в двух последующих сезонах играл в рамках Четвёртого дивизиона. Всего провёл за команду 35 матчей и забил 3 мяча.
Впоследствии играл за «Бангор Сити» в Лиге графства Чешир.

## Статистика выступлений
| Клуб              | Сезон            | Лига | Лига | Кубки | Кубки | Итого | Итого |
| Клуб              | Сезон            | Игры | Голы | Игры  | Голы  | Игры  | Голы  |
| ----------------- | ---------------- | ---- | ---- | ----- | ----- | ----- | ----- |
| Манчестер Юнайтед | 1958/59          | 1    | 0    | 0     | 0     | 1     | 0     |
| Манчестер Юнайтед | Итого            | 1    | 0    | 0     | 0     | 1     | 0     |
| Рексем            | 1959/60          | 16   | 2    | 0     | 0     | 16    | 2     |
| Рексем            | 1960/61          | 13   | 0    | 0     | 0     | 13    | 0     |
| Рексем            | 1961/62          | 5    | 1    | 1     | 0     | 6     | 1     |
| Рексем            | Итого            | 34   | 3    | 1     | 0     | 35    | 3     |
| Всего за карьеру  | Всего за карьеру | 35   | 3    | 1     | 0     | 36    | 3     |